# Lo Chasteu de Sant Bonet
Saint-Bonnet-le-Chastel és un municipi francès situat al departament del Puèi Domat i a la regió d'Alvèrnia-Roine-Alps. L'any 2007 tenia 239 habitants.

## Demografia

### Població
El 2007 la població de fet de Saint-Bonnet-le-Chastel era de 239 persones. Hi havia 108 famílies de les quals 32 eren unipersonals (20 homes vivint sols i 12 dones vivint soles), 44 parelles sense fills, 24 parelles amb fills i 8 famílies monoparentals amb fills.
La població ha evolucionat segons el següent gràfic:
Habitants censats

### Habitatges
El 2007 hi havia 313 habitatges, 112 eren l'habitatge principal de la família, 173 eren segones residències i 28 estaven desocupats. 304 eren cases i 6 eren apartaments. Dels 112 habitatges principals, 94 estaven ocupats pels seus propietaris, 16 estaven llogats i ocupats pels llogaters i 2 estaven cedits a títol gratuït; 5 tenien dues cambres, 22 en tenien tres, 33 en tenien quatre i 51 en tenien cinc o més. 66 habitatges disposaven pel capbaix d'una plaça de pàrquing. A 60 habitatges hi havia un automòbil i a 36 n'hi havia dos o més.

### Piràmide de població
La piràmide de població per edats i sexe el 2009 era:
| Homes | Edats   | Dones |
| ----- | ------- | ----- |
| 0     | 95 o +  | 0     |
| 0     | 90 a 94 | 4     |
| 0     | 85 a 89 | 0     |
| 8     | 80 a 84 | 0     |
| 12    | 75 a 79 | 12    |
| 8     | 70 a 74 | 12    |
| 16    | 65 a 69 | 8     |
| 4     | 60 a 64 | 20    |
| 4     | 55 a 59 | 0     |
| 8     | 50 a 54 | 4     |
| 4     | 45 a 49 | 16    |
| 20    | 40 a 44 | 4     |
| 4     | 35 a 39 | 12    |
| 4     | 30 a 34 | 12    |
| 4     | 25 a 29 | 4     |
| 4     | 20 a 24 | 4     |
| 0     | 15 a 19 | 8     |
| 8     | 10 a 14 | 4     |
| 4     | 5 a 9   | 8     |
| 4     | 0 a 4   | 12    |

## Economia
El 2007 la població en edat de treballar era de 122 persones, 83 eren actives i 39 eren inactives. De les 83 persones actives 74 estaven ocupades (42 homes i 32 dones) i 9 estaven aturades (4 homes i 5 dones). De les 39 persones inactives 16 estaven jubilades, 8 estaven estudiant i 15 estaven classificades com a «altres inactius».

### Ingressos
El 2009 a Saint-Bonnet-le-Chastel hi havia 113 unitats fiscals que integraven 224,5 persones, la mediana anual d'ingressos fiscals per persona era de 14.003 €.

### Activitats econòmiques
Dels 16 establiments que hi havia el 2007, 1 era d'una empresa alimentària, 6 d'empreses de construcció, 5 d'empreses d'hostatgeria i restauració, 1 d'una empresa immobiliària, 2 d'empreses de serveis i 1 d'una empresa classificada com a «altres activitats de serveis».
Dels 11 establiments de servei als particulars que hi havia el 2009, 2 eren paletes, 3 fusteries, 1 lampisteria, 1 electricista, 1 perruqueria i 3 restaurants.
L'any 2000 a Saint-Bonnet-le-Chastel hi havia 18 explotacions agrícoles que ocupaven un total de 408 hectàrees.

## Equipaments sanitaris i escolars
El 2009 hi havia una escola elemental integrada dins d'un grup escolar amb les comunes properes formant una escola dispersa.

## Poblacions més properes
El següent diagrama mostra les poblacions més properes.